# Рокавеј Бич (Мисури)
Рокавеј Бич (енгл. Rockaway Beach) град је у америчкој савезној држави Мисури.

## Демографија
По попису из 2010. године број становника је 841, што је 264 (45,8%) становника више него 2000. године.
| Група             | 2000.       | 2010.       |
| Белци             | 550 (95,3%) | 798 (94,9%) |
| Афроамериканци    | 1 (0,2%)    | 6 (0,7%)    |
| Азијати           | 0 (0,0%)    | 0 (0,0%)    |
| Хиспаноамериканци | 9 (1,6%)    | 17 (2,0%)   |
| Укупно            | 577         | 841         |